# Photographie impressionniste

## Origines et contexte historique

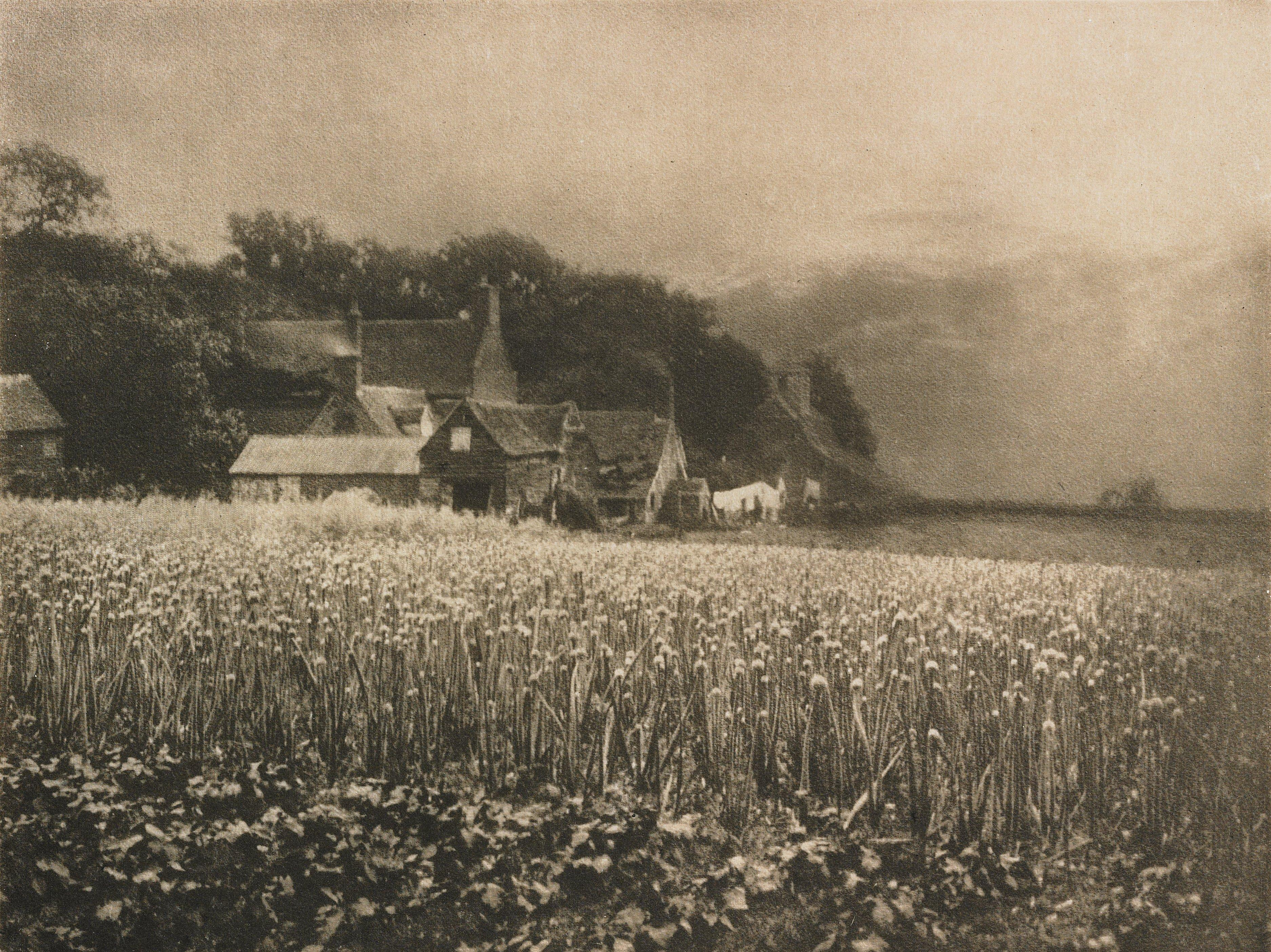
The Onion Field de George Davison (1889), souvent cité comme un exemple clé de photographie impressionniste.

La photographie impressionniste est un terme parfois utilisé pour désigner certaines photographies pictorialistes de la fin du XIXe et du début du XXe siècle, qui mettent l'accent sur l’atmosphère, l’humeur et la perception subjective plutôt que sur la netteté ou la représentation documentaire. Bien qu’elle ne soit pas directement alignée avec les peintres impressionnistes français comme Monet ou Renoir, certains photographes de cette période ont adopté des préoccupations similaires concernant la lumière, la temporalité et l'impression personnelle. L'appellation a été particulièrement associée à l’œuvre de George Davison, dont la photographie The Onion Field (1889) est souvent citée comme une œuvre fondatrice.
Dans The Onion Field, Davison a utilisé un sténopé et des techniques de tirage qui délibérément brouillaient les détails, créant un effet proche de la peinture tonale. Cette approche contrastait avec l’esthétique dominante de netteté et de clarté en photographie conventionnelle à cette époque. Bien que Davison ne se soit jamais désigné comme « impressionniste », les affinités visuelles entre son travail et le mouvement pictural contemporain ont conduit certains critiques et historiens à employer l’expression « impressionnisme photographique » au début du XXe siècle,.
Avec le temps, cette désignation est tombée en désuétude dans le milieu académique, et a été largement absorbée par la catégorie plus large du pictorialisme, un mouvement photographique international valorisant la manipulation artistique et les procédés d’impression artisanaux. Toutefois, l’esprit poétique et expérimental de la photographie impressionniste continue d’influencer les réflexions sur la relation entre la photographie et les autres arts visuels,.

## Héritage pictorialiste et influence de l’impressionnisme

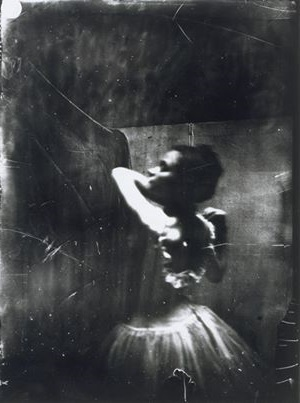
Photographie d’une ballerine par Edgar Degas (vers 1895). L’approche floue et la pose évoquent une quête de l’instant fugitif, en lien avec certaines intentions de la photographie impressionniste.

Le pictorialisme, actif de la fin du XIXe au début du XXe siècle, constitue l’une des premières tentatives d’établir la photographie comme un art en la rapprochant de la peinture. Les œuvres de Robert Demachy, Alvin Langdon Coburn ou Edward Steichen utilisent flous artistiques, encres et tirages au charbon pour évoquer des atmosphères proches de la peinture impressionniste.
Cependant, le pictorialisme reste un mouvement à part entière, avec ses propres codes. La photographie impressionniste contemporaine s’en distingue souvent par un recours assumé aux couleurs vives, à la lumière naturelle et aux effets optiques produits par l’appareil (flous de bougé, reflets, contre-jours).
Dans les années 1890, Edgar Degas s’est brièvement consacré à la photographie, réalisant des portraits de ses proches et des scènes d’intérieur à la lumière artificielle. Cette pratique confidentielle prolongeait ses recherches picturales sur le mouvement, les cadrages obliques et les jeux de lumière. Bien que marginale dans son œuvre, cette production photographique témoigne d'une approche expérimentale du flou et de l’atmosphère, en résonance avec certaines préoccupations de l’impressionnisme. Degas photographiait essentiellement dans un cadre privé, mais plusieurs expositions et publications ont mis en lumière cette facette méconnue de son travail,,.

## Photographie impressionniste contemporaine
À partir des années 1990-2000, certains photographes revendiquent une approche impressionniste de la photographie en écho aux principes esthétiques des peintres du XIXe siècle. Ils utilisent des procédés techniques ou numériques pour suggérer une sensation plus qu’une réalité, une atmosphère plus qu’un sujet.
On peut citer notamment :
- Ernst Haas, pour ses images en couleur des années 1950-60, souvent floues ou abstraites[10].
- Freeman Patterson, pour son approche intuitive et sensorielle du paysage[11].
- Réhahn, photographe français basé au Viêt Nam, dont certaines séries explorent une esthétique impressionniste par la lumière, les reflets et les textures, en particulier dans sa série Impressionnisme – de la photographie à la peinture[12],[13].

## Expositions récentes
En 2023, une exposition intitulée Mémoires de l’impressionnisme a été installée en plein air à Honfleur, sur la jetée de l’Ouest, le long du Jardin des Personnalités. Présentée du 8 avril au 31 décembre, elle rassemblait 44 photographies de Réhahn, évoquant des scènes de vie au Viêt Nam à travers une esthétique marquée par la lumière, les reflets et l’émotion fugace. L’exposition s’inscrivait dans le cadre des célébrations du 50e anniversaire des relations diplomatiques entre la France et le Viêt Nam. Elle a été inaugurée en présence de l’ambassadeur du Viêt Nam en France et des autorités locales. Le maire de Honfleur, Michel Lamarre, a souligné lors du vernissage que les photographies exposées rappelaient les tableaux des impressionnistes, justifiant leur accrochage sur un site emblématique du patrimoine artistique local,.
En 2025, l'exposition Dans le flou. Une autre vision de l’art de 1945 à nos jours au Musée de l'Orangerie à Paris explore l'utilisation du flou comme langage artistique dans la peinture, la photographie et la vidéo. L'exposition établit un lien direct avec l'impressionnisme, notamment à travers les Nymphéas de Claude Monet, et présente des œuvres de photographes tels que Edward Steichen, Hiroshi Sugimoto, Francis Bacon et Gerhard Richter, illustrant l'importance du flou dans l'expression artistique contemporaine,,.

## Caractéristiques stylistiques
Les principales caractéristiques de la photographie impressionniste incluent :
- L’usage du flou, du mouvement ou du bokeh comme outils de composition
- Une attention particulière à la lumière naturelle, souvent rasante ou diffuse
- Le recours aux reflets, aux vitres, à l’eau, à la brume
- Une recherche d’émotion visuelle, plus que de narration
- L’idée d’impermanence de l’instant, en écho aux préoccupations impressionnistes